# Music Box Ukraina
Music Box Ukraine ist ein ukrainischer Musikfernsehsender, der aufgrund des Ukraine-Krieges und wegen finanziellen Schwierigkeiten zwischenzeitlich eingestellt wurde, seinen Sendebetrieb jedoch wieder aufnahm. 
Auf dem Fernsehsender werden die besten Videoclips ukrainischer und ausländischer Künstler, die neuesten Nachrichten aus dem Showbusiness, Unterhaltungsprogramme und Hitparaden ausgestrahlt.
Music Box Ukraine LLC verwendet die Marke „Music Box“ unter der Lizenz der Music Box Television Group, einer internationalen Fernsehgruppe mit Sitz in Warschau (Polen). Gleichzeitig ist Music Box Ukraine ein völlig unabhängiges ukrainisches Unternehmen.
Nach den Ergebnissen von 2018 belegte der TV-Sender Music Box nach M1 den zweiten Platz im TV-Rating der Musiksender. 2020 erhielt Music Box den 3. Platz.

## Geschichte
Das Programm des Senders wurde seit 2007–2022 in der Ukraine ausgestrahlt. Es war Teil des internationalen Netzwerks der Musikfernsehsender Music Box Group. Noch früher bot Music Box, unter der SMS-Nummer 705, auch einen Live-Chat an.
Am 28. November 2007 ging der TV-Sender Music Box UA in der Ukraine auf Sendung.
Im Jahr 2012 eröffnete der TV-Sender ein eigenes Studio und startete eine Reihe von Programmen aus eigener Produktion - die Hitparaden „Top 15“ und „Top Dance Chart“, Show-Business-Nachrichten „Music Box News“, das Programm der Musikneuheiten „Fresh“ und weiteres.
Seit dem 14. September 2013 strahlt er auch in 16:9 aus.
2014 - Der TV-Sender Music Box UA feierte sein 7. Jubiläum in der Ukraine mit einer groß angelegten Tournee durch Städte im Westen des Landes mit Auftritten bekannter Stars. (Z.B. DZIDZO, Max Barskih …)
Ab dem 1. September 2015 begann der Fernsehsender mit der Ausstrahlung im hochauflösenden HDTV-Format.
2015 - Feier des 8. Jubiläums des Fernsehsenders mit einem großen Konzert mit der Teilnahme von Stars wie: Egor Creed, Monatik, Kazaky, Anna Sedakova und vielen anderen.
2017 änderte der Fernsehsender das Sendeformat und den Sendeinhalt: Verstärkte Werbung, Kommunikation in sozialen Netzwerken und weiteres.
März-April 2017 - der Fernsehsender organisierte und führte das Gesangsprojekt „Young Voice of Music Box“ durch. Der Zweck des Projekts: Suche und Unterstützung bei der kreativen Umsetzung junger ukrainischer Künstler (10–18 Jahre).
Seit 2017 ist Music Box Ukraine Teil der meisten Kabelnetze in der Ukraine. Es überträgt das Signal über den Satelliten ASTRA 4A, so dass das Versorgungsgebiet fast ganz Europa abdeckt.
Im Rahmen der Feierlichkeiten zum 11. Jahrestag der Ausstrahlung in der Ukraine im November 2018 wurde der TV-Sender Music Box umbenannt und radikal aktualisiert.
Music Box Ukraine wurde letztlich aufgrund des Ukraine-Krieges und wegen finanziellen Schwierigkeiten am 10. Mai 2022 eingestellt.
Seit November 2023 wird Music Box Ukraina wieder in Kabel- und IPTV-Netzwerken ausgestrahlt.

## Music Box Polska
Die Music Box Group ist ein in Polen ansässiges Musikfernsehunternehmen. Die linearen Fernsehkanäle sind bisher über Kabel- und IPTV-Netze in Polen, der Ukraine und Gibraltar sowie über den Hotbird-Satelliten in ganz Europa zugänglich. Das Programm wird seit 2014 auch in Polen ausgestrahlt und war zunächst der einzige ukrainische Fernsehsender in Polen. Ab Anfang Januar 2021 begann der Sender mehrere Stunden am Tag spezielle Einblendungen polnischer Musik zu machen. Später wurde Music Box Ukraine in eine polnische Version des Fernsehsenders namens Music Box Polska umgewandelt und ersetzte schließlich die ukrainische Version.

## Music Box Gibraltar
Seit 2019 wird Music Box Gibraltar in englischer Sprache ausgestrahlt, mit dem Ziel der Ausweitung des osteuropäischen Netzwerks auf andere europäische Länder.
Im Juli 2025 gab die deutsche Plattform waipu.tv bekannt, dass auf Programmplatz 157 ein Musikfernsehen mit dem Namen "Music Box Classic Hits" aufgeschaltet wurde. Der Logo-Einblendung an den ersten Sendetagen nach zu urteilen handelt es sich hier um die Version aus Gibraltar.

## Geschäftsführung
Igor Shapiro - Generaldirektor.
Serhiy Kobel ist der allgemeine Produzent.

## Programm
- The Official Ukrainian TOP 40
- What’s Up?!!
- Music Box News
- Top Dance Chart
- Teen Parade
- HitTok
- СтарДрайв
- End of the Year TOP 100
- Euro TOP 20
- USA TOP 20
- UK TOP 20
- Chartlist
- 15! Music Box Chart
- Yearchart
- 50 BEST
- #privetulica
- Backstage
- 70 sec.